# Золото (Мамин-Сибиряк)
«Золото» — роман русского писателя Дмитрия Мамина-Сибиряка, опубликованный в 1892 году.

## История создания и публикации
Роман «Золото» публиковался частями в журнале «Северный вестник», в его первых шести номерах за 1892 год. При этом он дописывался, когда первые его части уже были изданы, о чём, например, свидетельствует письмо писателя своей матери Анне Семёновне Маминой от 23 февраля 1892 года. Через неделю Мамин-Сибиряк сообщил ей же о том, что приступил к последней части.
Замысел же романа «Золото» оформился к середине 1891 года, о чём Мамин-Сибиряк сообщил в письме к матери. На самом деле он приступил к работе над ним в начале сентября.
Тема быта старателей и золотоискателей занимала важное место в творчестве писателя и до начала работы над этим романом. Так будучи студентом, ещё в 1876 году, он написал рассказ «Старик», посвящённый той же тематике. К массиву произведений Мамина-Сибиряка о золотоискателях относятся и романы «Дикое счастье» (1884), пьеса «Золотопромышленники», рассказы из сборника «Сибирские рассказы» (1889), а также множество других очерков, рассказов и других произведений, в том числе написанных в жанре публицистики.
При жизни писателя «Золото» переиздавалось ещё трижды: в 1895, 1902 и 1912 годах.

## Сюжет
Бывший каторжник Родион Потапыч Зыков уже около 40 лет работает штейгером (горным мастером). Он заведует делами на Фотьяновской россыпи, открытой Андроном Кишкиным, с которым у Зыкова не складываются отношения. Однажды Кишкин прибывает к Зыкову, чтобы сообщить о том, что собирается открыть казённую Кедровскую дачу для открытого промысла и предлагает тому поработать на ней. Зыков отказывается.
Семейного счастья Зыков не обрёл. Хотя вторая жена и родила ему четверых детей (троих дочерей и одного сына), по-настоящему он дружен только с самой младшей из них Федосьей. Но и та в отсутствие отца убежала из дома к жениху Кожину из раскольничей семьи. Попытки его сына Якова и Мыльникова, мужа его дочери Татьяны, вернуть Феню домой, пока отец не вернулся с приисков, не приносят успеха. Зыков, поражённый побегом любимой дочери, проклинает её перед иконой. Мыльников сообщает ему, о том что небогатый Кишкин из зависти к разбогатевшим золотоискателям хочет донести о хищениях на приисках, но Зыков не предаёт этих слухам большого значения. Карачунский, главный управляющий Балчуговских приисков, пытается примирить Феню и Кожина с православием и с отцом. Первое удаётся, а вот отец уже не может простить её и обманом отправляет к «бабушке Лукерье», сестре своей первой и покойной жены, на «перевоспитание».
Между тем, на золотодобыче в Кедровой даче помимо мужчин трудится и юная Окся, дочь Мыльникова и внучка Зыкова, взятая туда из-за поверья, будто невинная девушка приносит удачу. Она же потихоньку таскает с добычи золото, себе на приданное, пряча его в конторке у деда, который проявляет симпатию к внучке. Кишкин подаёт жалобу в прокуратуру, но дело завязает в бюрократических процедурах, лишь отнимая время у Зыкова и принося наибольшие проблемы Карачунскому.
В то же время Феню уходит жить к Карачунскому от бабушки Лукерьи, «осатаневшей от денег», от богатства, свалившего на её голову. Карачунского она не любит, но и к Кожину возвращаться уже не хочет. Того его властная мать женит на тихой девушке, над которой Кожин издевается и избивает. Феня просит Мыльникова вмешаться, найдя для Кожину нужную работу. Но уже поздно, так как Кожина, избившего супругу чуть не до смерти, отдают под суд. Вместо Фени к Лукерье подселяется Мария, старшая дочь Зыкова, желающая быть поближе к богатству. Она также находит себе мужа на шесть лет моложе себя и поступает с ним на работу к Кишкину, на открытую им шахту Богоданку.
Карачунский, спасая свою честь и честь предприятия, кончает жизнь самоубийством, боясь финансовых разоблачений. Лукерья погибает в огне, охватившем её дом, пытаясь спасти свои сбережения. Постепенно из-за желания разбогатеть в интриги по своей или чужой воле оказываются втянуты почти все родственники Зыкова. Происходит массовое убийство, в совершении которого Зыкову признаётся рабочий Матюшка, муж Окси. Та умирает при родах. Зыков от всех подобных событий окончательно сходит с ума, затапливает шахту Рублиху, которой отдавался в работе всё последнее время. Матюшка вешается в тюрьме, а Феня уходит в Сибирь вслед за осуждёнными на каторгу, среди которых есть и Кожин.

## Критика
«Золото» получило разные оценки от критиков. Отрицательно о нём отозвались в газете «Неделя», утверждая, что жизнь в романе «изображена с внешней стороны». В журнале «Русское богатство» автора упрекали за «излишество трезвой правды», а также не признавали типичность представленных в романе характеров для работников подобных описанным в произведении предприятий. Положительный отзыв о романе был опубликован в журнале «Мир божий», критик которого следующим образом оценил труд Мамина-Сибиряка:
Г. Мамин с обычным талантом выводит тип за типом различных представителей промыслового люда, не знавшего иной правды, кроме «стихийной», о которой так плачутся «народные благодетели»
Автор этого отзыва также отмечал мастерство писателя в изображении эпических картин и характеров без использования лирических отступлений.